# Diphyus lusitanus
Diphyus lusitanus là một loài tò vò trong họ Ichneumonidae.